# Association nationale de photographie des États-Unis
L'Association nationale de photographie des États-Unis ((en) National Photographic Association of the United States, NPA) est une société savante américaine fondée en 1868 et dissoute en 1880, dont le but était de diffuser, d'améliorer les connaissances et l'art de la photographie, et de protéger ceux qui en font leur métier. En particulier, l'une de ses missions initiales était de s'assurer d'une diffusion moins restrictive du brevet de l'ambrotype. 
Une première série de conférences se tient en juin 1869 à Boston lors de la National Photographic Association Exposition and Convention.
Parmi les membres notoires, on trouve :
- Abraham Bogardus ;
- James Wallace Black ;
- Albert Southworth ;
- William Rulofson.
- Edward L. Wilson

La NPA cesse pratiquement ses activités après 1876, la plupart de ses membres s'en désintéressant.
En 1880, le relais est pris par une nouvelle société savante, la Photographers Association of America (PAA), qui se forme à Chicago et réussit à mobiliser un certain nombre des membres de la NPA : en août, la PAA compte 227 membres actifs. En 1958, elle devient la Professional Photographers of America (PPA), toujours en activité.

## Sources
- (en) Cet article est partiellement ou en totalité issu de l’article de Wikipédia en anglais intitulé « National Photographic Association of the United States » (voir la liste des auteurs).